# Na zlati obali
Na zlati obali je delo slovenskega romanopisca in dramatika Evalda Flisarja. Roman je sestavljen iz trinajstih poglavij, naslovljenih z imeni glavnih oseb, ki v njih nastopajo. Protagonisti se zaradi različni razlogov odpravijo na dolgo popotovanje in raziskovanje afriške celine, kjer se njihove zgodbe začnejo prepletati. 

## Vsebina
Igor Hladnik, pisec potopisov, je nenadoma izginil in za seboj je pustil ženo in sina Marka. Očetova odločitev je pomembno krojila Markove življenjske poti. Odloči se za študij primerjalne književnosti in želel diplomirati iz očetovih potopisnih del. Pet let po očetovem odhodu se je na vratih družine Hladnik pojavi uslužbenec ministrstva za zunanje zadeve in prinesel Nedokončano delo pogrešane osebe. Marko je spoznal, da je oče skupaj s sopotnico ponovno začel raziskovati Afriko. Odločil se je, da bo odšel za očetom in ga poskušal najti na črni celini.
V Afriko sta v istem času kot Marko pripotovala tudi dva para. Slovenska zakonca , Silvija, ki je bila po izobrazbi fizioterapevtka in učitelj zgodovine ter geografije Peter,  sta se odločila raziskati afriško celino po stopinjah, ki jih je Igor  Hladnik zapisal v svojem delu Beli jahač, črni konj. Drugi par prihaja iz Angliji,  to sta Jack  in njegova pet let starejša soproga Sally. Sally nad samim potovanjem ni bila najbolj navdušena. Prebivalce Afrike ni dojemala kot sebi enakovredne ljudi, vendar kljub temu na potovanju delala družbo možu, ki je želel bolje spoznati črne za svojo doktorsko disertacijo o vzrokih evropskega rasizem in njihovih posledicah za samopodobo afriških črncev. Jack je na tržnici pod prisilo kupil potopis Igorja Hladnika, Beli jahač, črn konj. Delo mu je kmalu postalo neizmerno všeč, zato ga je postavil za  temeljno delo njegove disertacije.
Silvija je prvi dan potovanja ugotovila, da rjava torba v kateri bi morala imeti spodnje perilo ni njena. V njej najde nedokončano knjigo Igorja Hladnika in jo prebere. Peter je med tem odkril lastnika torbe, ki ni nihče drug kot Marko. Na svojem potovanju pomagata Ireni iz Švice, saj je bila ta na tuji celini popolnoma brez denarja in hrane.
Na poti do hotela je Sally ugrabil poglavar iz Mbengwija. Ta je verjel, da je uročen, zato je moram spati z dvesto sedemdesetimi ženskami. Jack je med iskanjem žene naletel na fotografinjo Karmen. Prav ona pa je bila tista, ki mu je Sally vzela in nato vrnila nazaj. 
Marko je na železniški postaji spoznal tridesetletno Nizozemko Moniko, katero je mož na potovanju po Afriki zapustil, ker je želel potovati sam. Monika se je Marku pridružila v hotelski sobi, vendar ga je po nadaljevanju poti po črni celini kmalu zapustila.
Poti obeh parov, Marka in ostalih popotnikov so se v Afriki nato še velikokrat križale. Marko je zbolel za malarijo in tudi Petru ni kazalo nič bolje. Vsi so na koncu želi priti do Zlate obale oziroma v Gano. Tam je Marko dobil še zanje poglavje očetove knjige. Ugotovil je, da oče zaradi spremljevalke Afriko dojemal popolnoma drugače kot v prejšnjem potopisu. 
Bralec na koncu spozna, da je Irena hkrati tudi Monika, Karmen in Adriana. Ona je skrivnostna spremljevalka Igorja Hladnika, ki je ukradla njegovo nedokončano delo in ga zaradi ljubosumja poslala njegovi ženi v Slovenijo. Konec romana je prepuščen bralčevi domišljiji. 